# Piode
Piode (Piòvi in piemontese) è un comune italiano di 190 abitanti della provincia di Vercelli in Piemonte.
Il paese è situato in Valsesia a 752 m s.l.m. ed è conosciuto come uno dei principali punti di imbarco sul fiume Sesia per i praticanti di kayak e rafting.

## Geografia fisica
Piode è un piccolo paese del Piemonte situato nella parte nord-occidentale della provincia di Vercelli, nella Valsesia settentrionale lungo il fiume Sesia. Il territorio comunale di Piode presenta delle variazioni altimetriche molto accentuate: il fondovalle è posto a circa 752 metri di quota mentre il punto più alto, seppur disabitato, è situato a 2.081 metri sul livello del mare.

## Origini del nome
Il nome Piode deriva dal vocabolo piova e, cioè, la pietra - conosciuta anche con il nome di beola - utilizzata per coprire il tetto delle abitazioni.

## Storia
Non sono mai state recuperati documenti relativi ai primi insediamenti nella zona: le prime notizie di Piode risalgono al 1217, anno in cui - insieme ad altri comuni della zona - passò sotto la giurisdizione del comune di Vercelli.
In seguito, dal 1350, Piode è sottoposta alla dominazione della famiglia nobiliare di Milano dei Visconti, fino al 1703, anno in cui i possedimenti sono ceduti a Vittorio Emanuele II di Savoia.

### Simboli
Lo stemma e il gonfalone del comune di Piode sono stati concessi con decreto del presidente della Repubblica del 10 luglio 1970.
Il gonfalone è un drappo di azzurro.

## Monumenti e luoghi d'interesse
Tra i monumenti di Piode vi sono alcuni edifici religiosi:

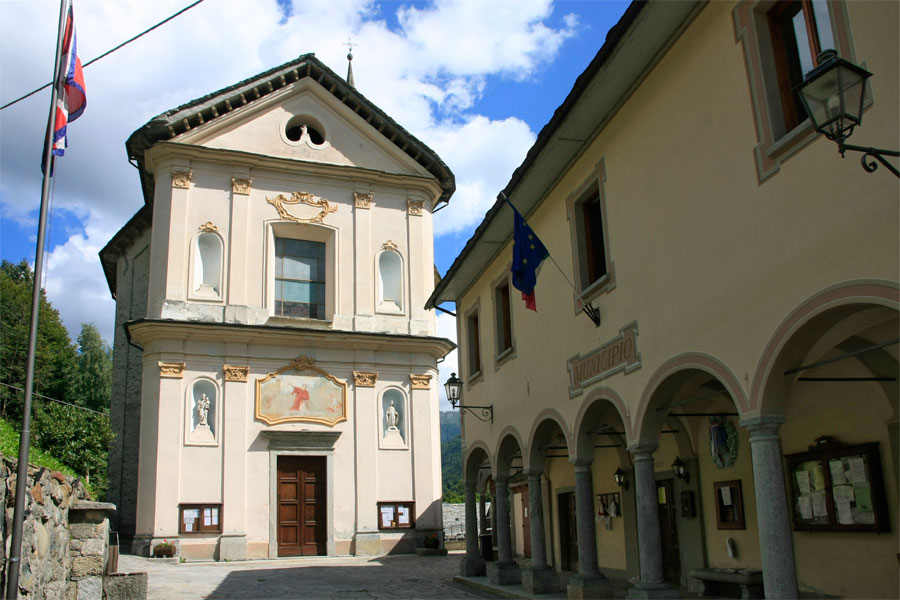
Chiesa parrocchiale e municipio

- la chiesa parrocchiale di Santo Stefano: ricostruita nel 1748, presenta al suo interno gli affreschi di Antonio Orgiazzi e tre dipinti di Pier Francesco Gianoli[5].
- l'oratorio della Madonna delle Pietre Grosse: costruito sul luogo di una frana, il suo campanile è stato ricavato da uno dei massi caduti a valle durante la calamità[5].
- la chiesa di San Giovanni Battista: al cui interno sono presenti delle pitture di Melchiorre d'Enrico[5].

Nel territorio di Piode, infine, c'è un percorso che, passando in alcune piccole frazioni, arriva all'Alpe Meggiana (1.553 m s.l.m.).

## Economia
L'economia di Piode si basa su modeste attività: il settore primario è caratterizzato dall’allevamento di bovini e caprini per la produzione di una formaggi locali.
In crescita è l’indotto generato dal settore turistico: nel tempo è diventato uno dei principali punti di imbarco sul fiume Sesia per i praticanti di kayak e rafting.
All'alpe Meggiana (1550 m s.l.m.) è presente una piccola aviosuperficie destinata all'atterraggio e decollo di ultraleggeri.

## Società

### Evoluzione demografica
Abitanti censiti

## Amministrazione
| Periodo | Periodo   | Primo cittadino            | Partito      | Carica  | Note     |
| ------- | --------- | -------------------------- | ------------ | ------- | -------- |
| 2004    | 2009      | Francesca Anna Piccolomini | lista civica | Sindaco |          |
| 2009    | 2014      | Donato Ferraris            | lista civica | Sindaco |          |
| 2014    | 2016      | Donato Ferraris            | lista civica | Sindaco | deceduto |
| 2016    | 2021      | Davide Ferraris            | lista civica | Sindaco |          |
| 2021    | in carica | Davide Ferraris            | lista civica | Sindaco |          |

## Galleria d'immagini

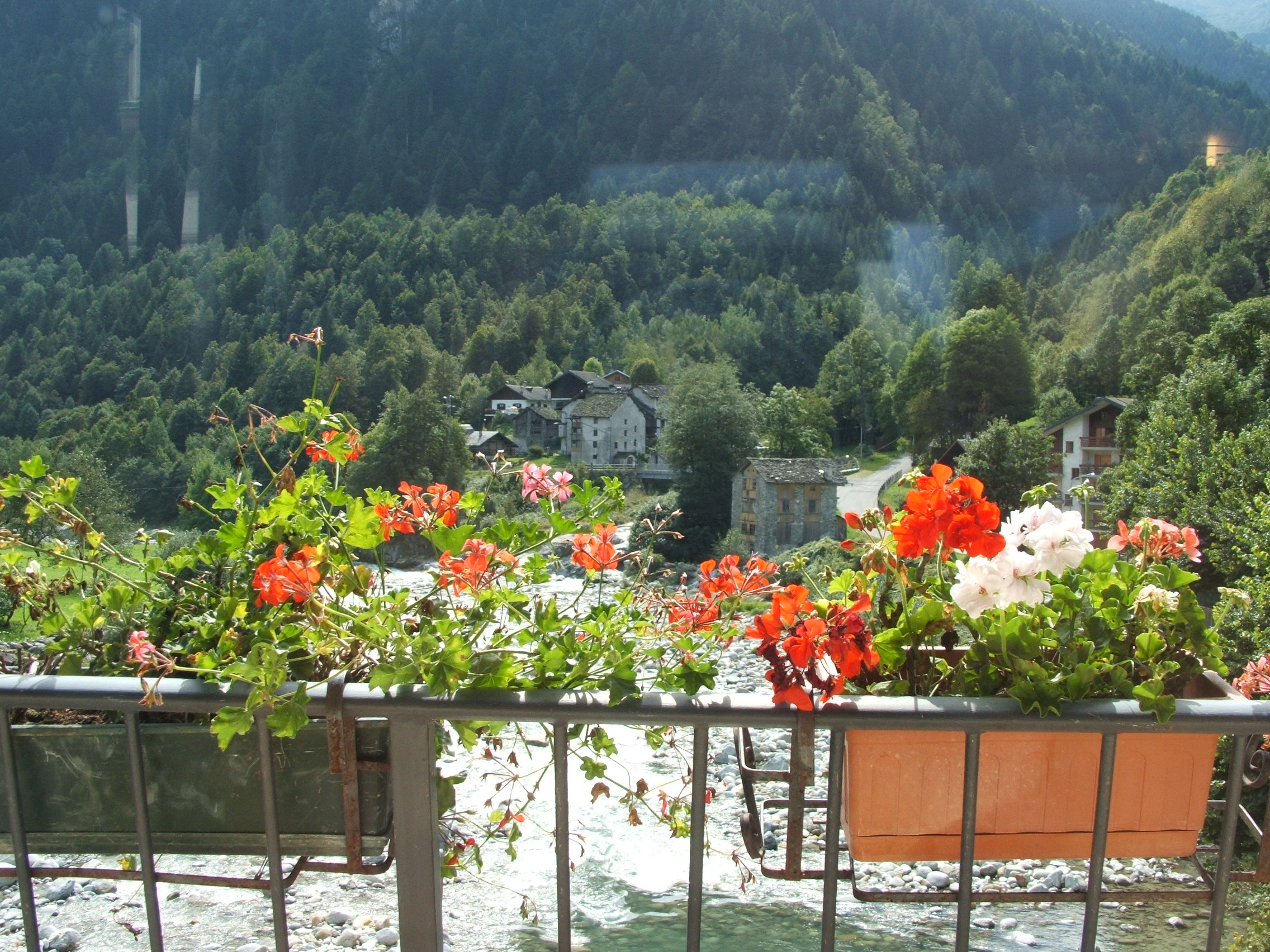
Panorama sul Sesia
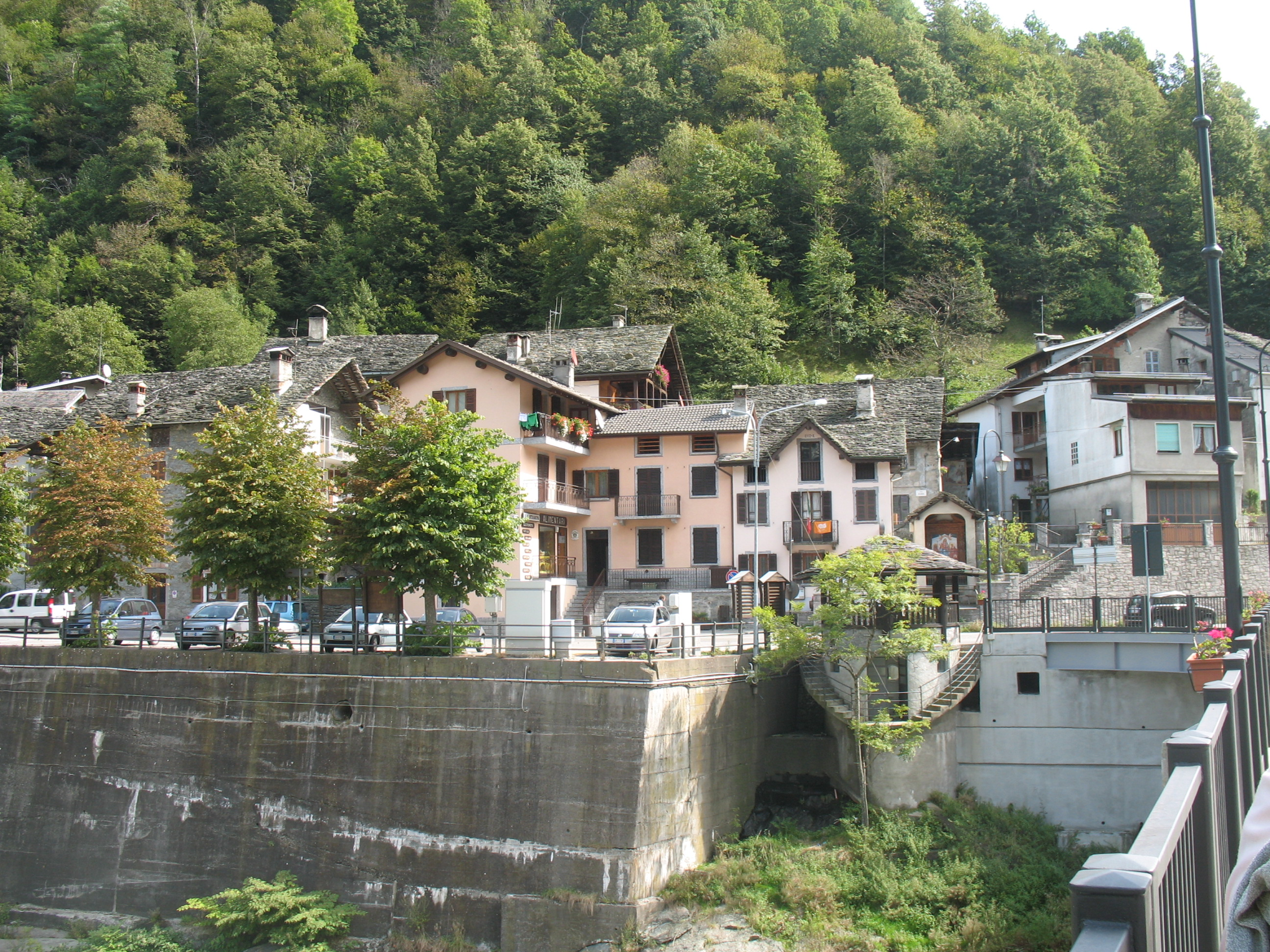
L'abitato
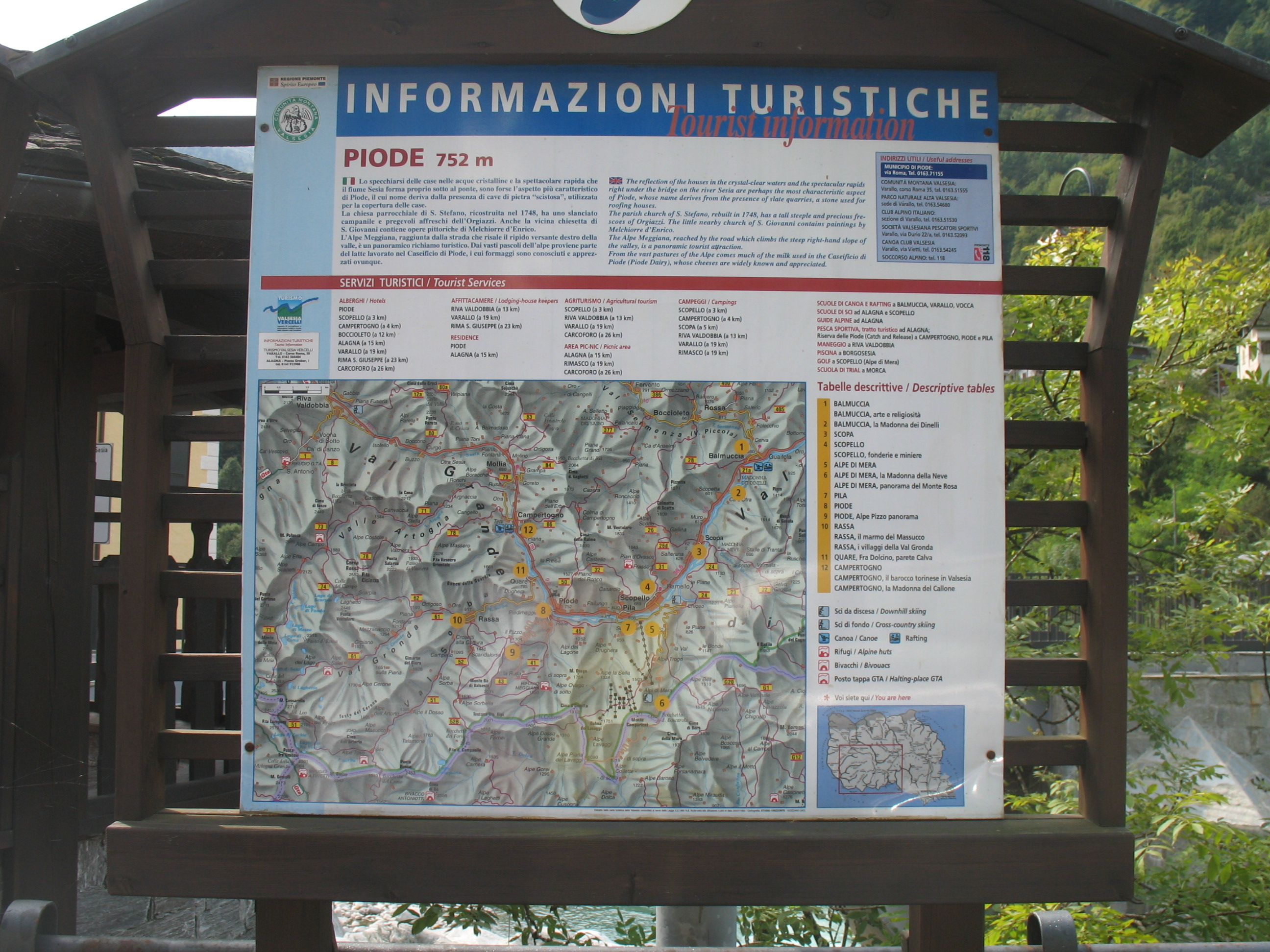
Pannello turistico
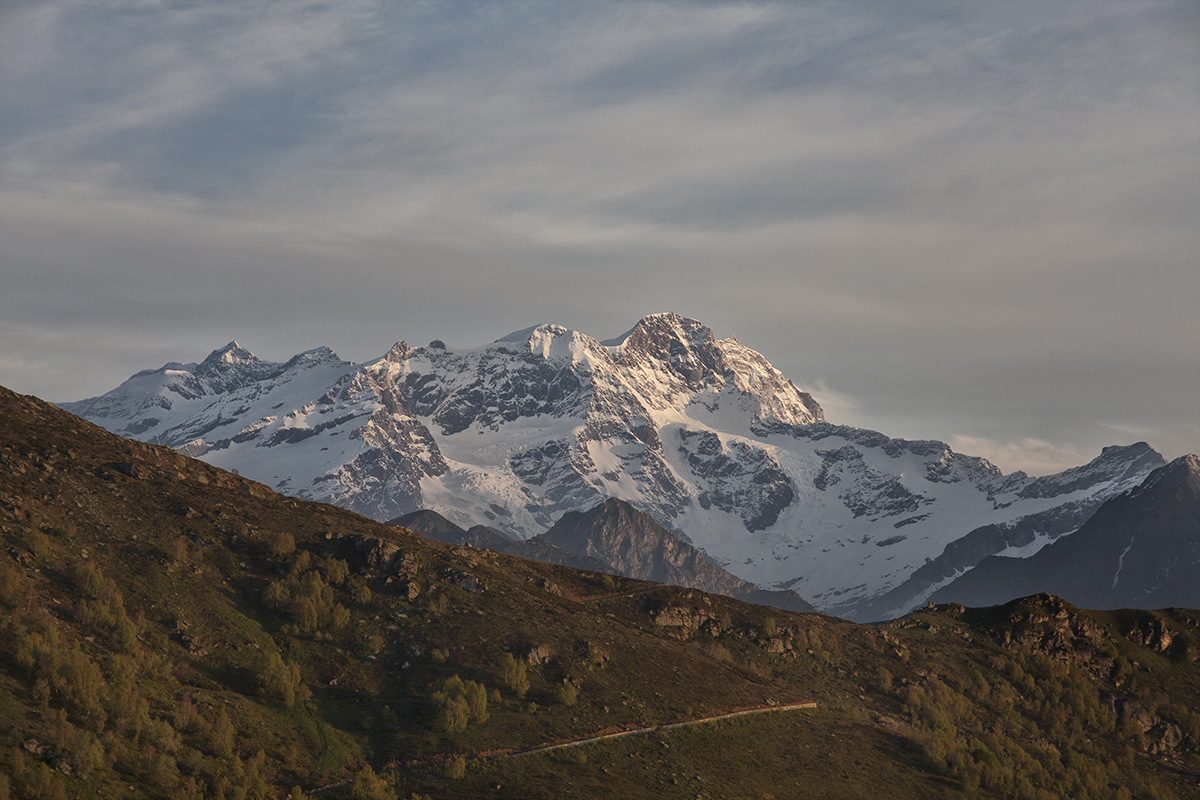
Parete Sud del Monte Rosa dall'Alpe di Meggiana
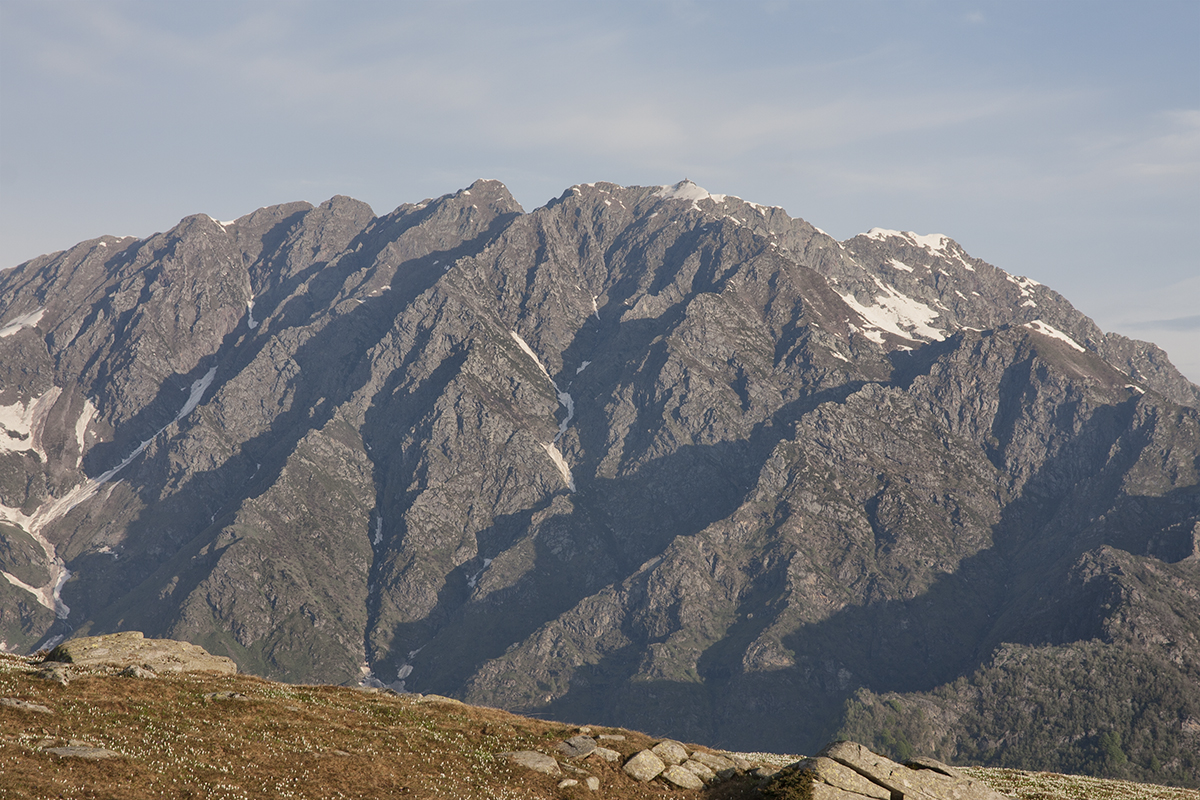
Veduta sulla Punta Sivella dall'Alpe Pizzo
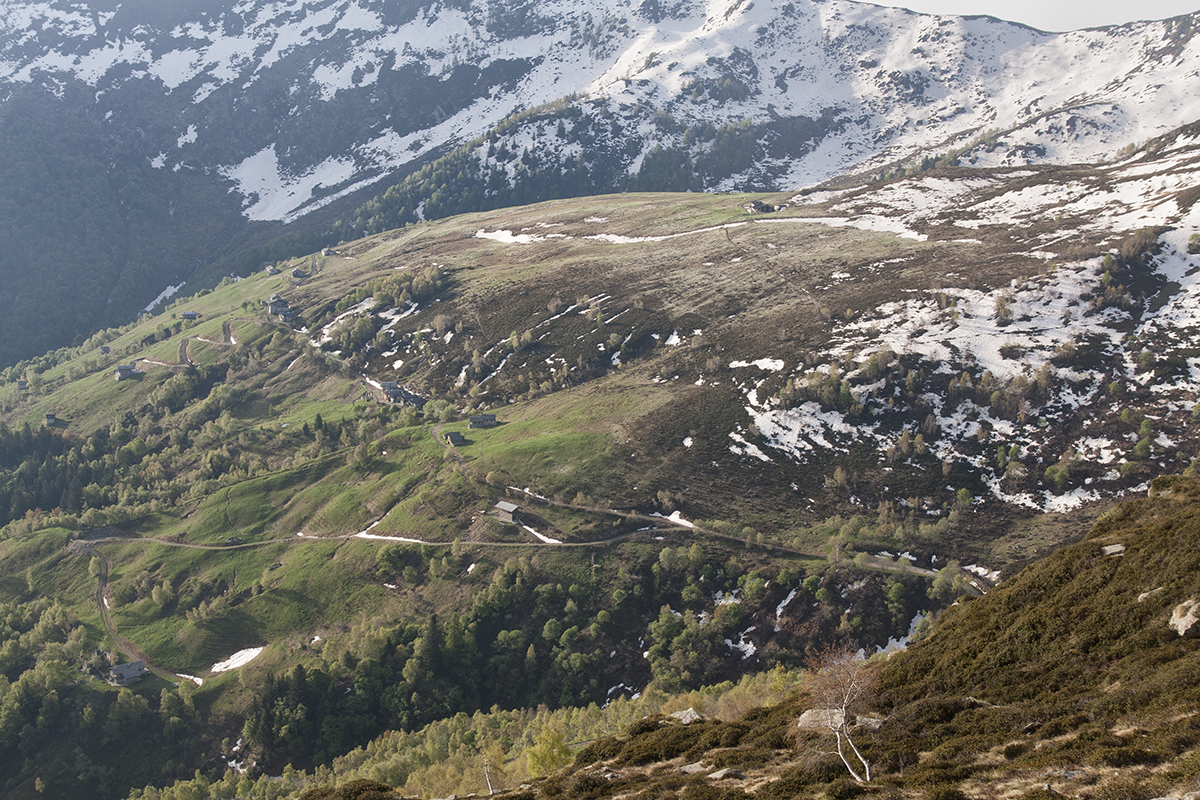
Panorama sull'Alpe Meggiana di Piode
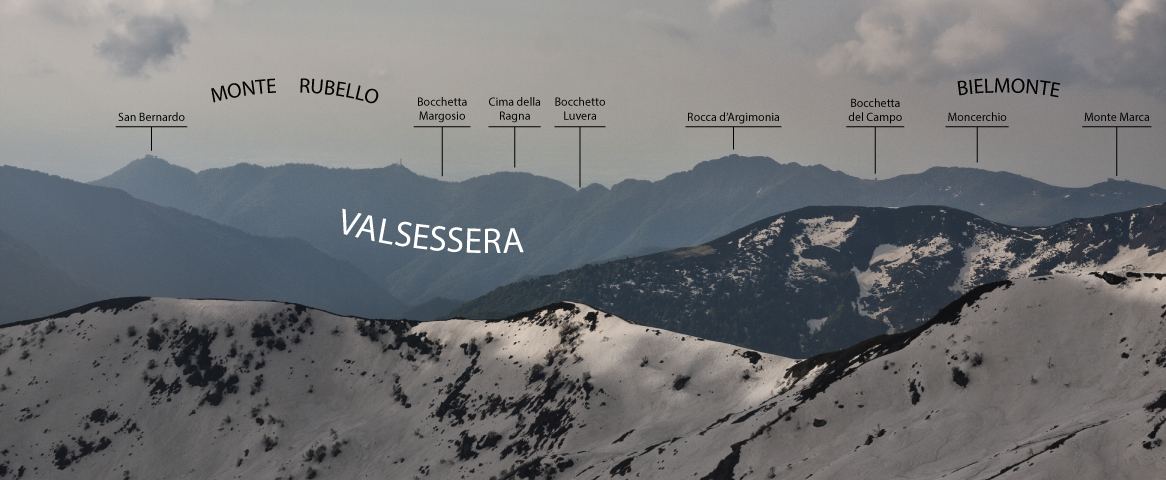
Panorama sulla Valsessera dal Bo Valsesiano
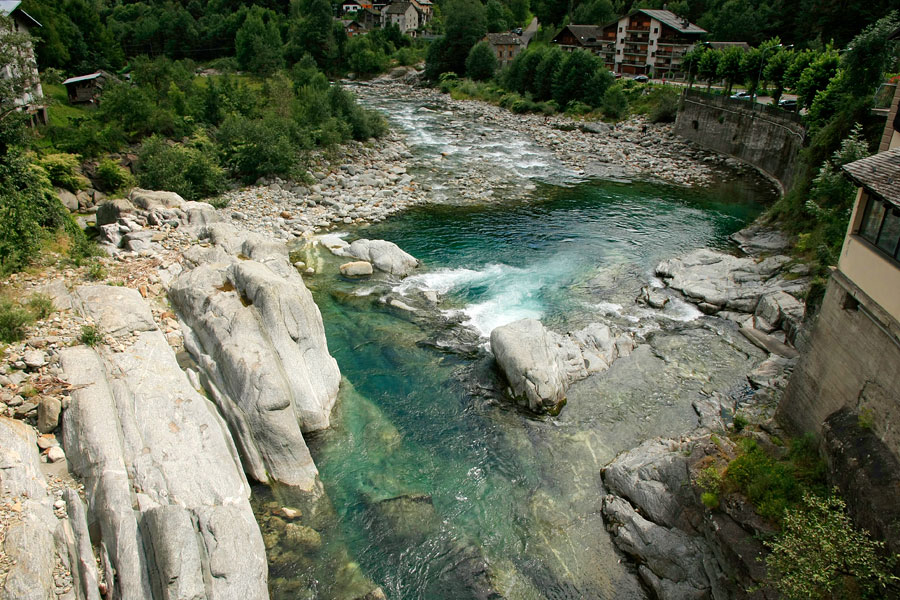
Il Fiume Sesia a Piode